# Szabó Nóra (atléta)
Szabó Nóra (Mosonmagyaróvár, 1988. március 1. –) hosszútávfutó, magyar maratoni csúcstartó.

## Sportpályafutása
23 évesen, 2011-ben kezdett el rendszeresen futni fogyási célból, de később az élete részévé vált a futás, és évekig egyedül készülve indult el a versenyeken. 2017 nyarán teljesítette először a maratoni távot. Mivel 2017 októberében a Frankfurtban futott maratoni ideje csak 5 perccel maradt el a riói olimpiai szintidőtől, futótársai felvetették neki, hogy érdemes lenne komolyabban is foglalkoznia a futással. Ennek hatására edzővel először 2018 márciusában kezdett el együtt dolgozni. Második, jelenlegi edzője Berkovics Imre 2019 októbere óta. 2021 szeptemberében a Berlini maratonon teljesítette az Eb kiküldetési szintjét. A kontinens bajnokságán 17. helyen ért célba.
2023 februárjában Sevillában új maratoni országos csúcsot futott 25 másodperccel megjavítva Földingné Nagy Judit 1996-os berlini idejét. Ez az új országos csúcs egyúttal, szintén 25 másodperccel, de elmaradt az augusztusi budapesti vb-re jutás szintidejétől.
2024. szeptember 29-én a berlini maratonon saját csúcsát megdöntve 2:27:31-es időt futott. Érdekesség, hogy ugyanezen a napon dőlt meg a 31 éve fennálló férfi országos csúcs is. Decemberben Valenciában tovább javította maratonon a legjobb magyar időt.
2025 áprilisában az utcai futó Európa-bajnokságon kilencedik lett csapatban (Gyürkés Viktória, Tóth Lili Anna) 10 km-en.

## Eredményei

### Magyar bajnokság
5000 m
- második: 2021

10 000 m
- bajnok: 2021, 2023
- második: 2022

félmaraton
- bajnok: 2022, 2024
- második: 2020
- harmadik: 2018

## Rekordjai
Maraton
- 2:50:47 (Frankfurt, 2017. október 29.)[2]
- 2:45:50 (Chicago, 2018. október 7.)[2]
- 2:42:25 (Hamburg, 2019. április 28.)[2]
- 2:39:27 (Berlin, 2019. szeptember 29.)[2]
- 2:38:15 (Hsziamen, 2020. január 5.)[2]
- 2:35:00 (Milánó, 2021. május 16.)[2]
- 2:34:49 (München, 2022. augusztus 15.)[2]
- 2:31:08 (Berlin, 2021. szeptember 26.)[2]
- 2:30:31 (Amszterdam, 2022. október 16.)[2]
- 2:28:25 (Sevilla, 2023. február 19.) országos csúcs[2]
- 2:27:31 (Berlin, 2024. szeptember 29.) országos csúcs[7]
- 2:25:52 (Valencia, 2024. december 1.) országos csúcs[5]

## Egyéni rekordok
| Versenyszám | Eredmény | Időpont              | Helyszín                              |
| ----------- | -------- | -------------------- | ------------------------------------- |
| 5000 m      | 16:25,46 | 2021. szeptember 5.  | Budapest, Lantos Mihály Sportközpont  |
| 10000 m     | 33:55,69 | 2023. május 13.      | Budapest, Vasas Pasaréti Sportcentrum |
| 10 km       | 33:09    | 2024. október 12.    | Budapest                              |
| Félmaraton  | 1:10:59  | 2022. szeptember 18. | Koppenhága                            |
| Maraton     | 2:25:52  | 2024. december 1.    | Valencia                              |

(A táblázat adatainak forrása: Nóra SZABÓ. european-athletics.com. (angolul) European Athletics Association (Hozzáférés: 2023. március 4.))

## Díjai, elismerései
- Az év nő sportolója díj Mosonmagyaróváron (2017)[9]

## Filmszerepe
2022. március 21-én vetítették először magyar mozikban az iRunLady című dokumentumfilmet, amit Kollár István és Segesvári Zsolt rendezett, s amiben Szabó Nóra is szerepel, ugyanis a film alkotói rajta keresztül mutatják be a hosszútávfutást és annak világát.

## Magánélete
Nem a futásból él, edzései mellett dolgozik és levelező szakon pszichológiát tanul a Pázmány Péter Katolikus Egyetemen.